# Panchlora panchlora
Panchlora panchlora es una especie de cucaracha del género Panchlora, familia Blaberidae. Fue descrita científicamente por Princis en 1951.

## Distribución
Habita en Brasil.